# Nuncjatura Apostolska w Beninie
Nuncjatura Apostolska w Beninie – misja dyplomatyczna Stolicy Apostolskiej w Republice Beninu. Siedziba nuncjusza apostolskiego mieści się w Kotonu.
Nuncjusz apostolski w Beninie akredytowany jest również w Republice Togijskiej.

## Historia
W 1972 papież Paweł VI utworzył Nuncjaturę Apostolską w Dahomeju (od 1975 pod nazwą Nuncjatura Apostolska w Beninie), a w 1973 Delegaturę Apostolską w Togo (w 1982 podniesioną do rangi nuncjatury apostolskiej). W obu tych krajach papieża zawsze reprezentowała ta sama osoba.
Nuncjusze apostolscy rezydują w Beninie od 2002.

## Nuncjusze apostolscy w Beninie
do 1991 z tytułem pronuncjusza
- abp Giovanni Mariani (1972 - 1973) Włoch; pronuncjusz apostolski w Senegalu
- abp Bruno Wüstenberg (1973 - 1979) Niemiec; pronuncjusz apostolski na Wybrzeżu Kości Słoniowej
- abp Giuseppe Ferraioli (1979 - 1981) Włoch; pronuncjusz apostolski w Ghanie
- abp Ivan Dias (1982 - 1987) Hindus; pronuncjusz apostolski w Ghanie
- abp Giuseppe Bertello (1987 - 1991) Włoch; pronuncjusz apostolski w Ghanie
- abp Abraham Kattumana (1991 - 1992) Hindus; pronuncjusz apostolski w Ghanie
- abp André Dupuy (1993 - 1999) Francuz; nuncjusz apostolski w Ghanie
- abp Pierre Nguyễn Văn Tốt (2002 - 2005) Wietnamczyk
- abp Michael August Blume SVD (2005 - 2013) Amerykanin
- abp Brian Udaigwe (2013 - 2020) Kameruńczyk
- abp Mark Miles (2021 - 2024) Gibraltarczyk
- abp Rubén Darío Ruiz Mainardi (od 2024) Argentyńczyk